# Brani musicali di Luciano Ligabue
Questa lista di brani musicali di Ligabue elenca tutte le canzoni incise nel corso della sua carriera dal cantautore italiano Ligabue, anche in collaborazioni con altri artisti. Il numero è di 212.
| Titolo                                                               | Anno | Incisione                                            | Durata | Autore                             | Note |
| -------------------------------------------------------------------- | ---- | ---------------------------------------------------- | ------ | ---------------------------------- | --- |
| A.A.A. qualcuno cercasi                                              | 1993 | Sopravvissuti e sopravviventi                        | 4:54   | Ligabue                            | |
| A che ora è la fine del mondo?                                       | 1994 | A che ora è la fine del mondo?                       | 4:23   | Ligabue, Mills, Berry, Buck, Stipe | cover in lingua italiana di It's the End of the World as We Know It (And I Feel Fine) dei R.E.M. (Document, 1988) |
| A modo tuo                                                           | 2015 | Giro del mondo                                       | 4:26   | Ligabue                            | già incisa da Elisa in L'anima vola (2013)                                                                        |
| Abduction                                                            | 2006 | Il lato D                                            | 3:52   | D.RaD, Ligabue                     | D.RaD & Ligabue                                                                                                   |
| Ai cuddos                                                            | 2000 | Barones                                              | 4:24   | Cocco                              | Tenores di Neoneli ft. Angelo Branduardi & Ligabue                                                                |
| Almeno credo                                                         | 1999 | Miss Mondo                                           | 4:18   | Ligabue                            | |
| Ancora in piedi                                                      | 1993 | Sopravvissuti e sopravviventi                        | 4:15   | Ligabue                            | |
| Ancora noi                                                           | 2019 | Start                                                | 3:47   | Ligabue                            | |
| Angelo della nebbia                                                  | 1990 | Ligabue                                              | 4:59   | Ligabue                            | |
| Anime in plexiglass                                                  | 1988 | Anime in plexiglass/Bar Mario                        | 3:57   | Ligabue                            | Ligabue & Orazero                                                                                                 |
| Apperò                                                               | 2016 | Made in Italy                                        | 1:25   | Ligabue                            | |
| Atelier                                                              | 2018 | Made in Italy (colonna sonora)                       | 0:42   | Ligabue                            | Strumentale |
| Atto di fede                                                         | 2010 | Arrivederci, mostro!                                 | 4:10   | Ligabue                            | |
| Baby, è un mondo super                                               | 1999 | Miss Mondo                                           | 4:05   | Ligabue                            | |
| Balliamo sul mondo                                                   | 1990 | Ligabue                                              | 4:32   | Ligabue                            | |
| Bambolina e barracuda                                                | 1990 | Ligabue                                              | 5:13   | Ligabue                            | |
| Bar Mario                                                            | 1988 | Anime in plexiglass/Bar Mario                        | 4:12   | Ligabue                            | Ligabue & Orazero                                                                                                 |
| Bordocampo                                                           | 1998 | Radiofreccia                                         | 1:07   | Ligabue                            | Strumentale |
| Boris segna il territorio                                            | 1998 | Radiofreccia                                         | 0:52   | Ligabue                            | Strumentale |
| Buon compleanno, Elvis!                                              | 1995 | Buon compleanno Elvis                                | 4:06   | Ligabue                            | |
| Buonanotte all'Italia                                                | 2007 | Primo tempo                                          | 5:24   | Ligabue                            | |
| Camera con vista sul deserto                                         | 1991 | Lambrusco coltelli rose & pop corn                   | 3:44   | Ligabue                            | |
| Can't Help Falling in Love                                           | 1998 | Radiofreccia                                         | 3:05   | Weiss, Peretti e Creatore          | Strumentale |
| Capo Spartivento                                                     | 2013 | Mondovisione                                         |        | Ligabue                            | Strumentale |
| Caro il mio Francesco                                                | 2010 | Arrivederci, mostro!                                 | 6:00   | Ligabue                            | |
| Cerca nel cuore                                                      | 1994 | A che ora è la fine del mondo?                       | 3:28   | Ligabue, Fornaciari                | |
| C'è sempre una canzone                                               | 2015 | Giro del mondo                                       | 4:03   | Ligabue                            | Già incisa da Luca Carboni in Fisico & politico (2013)                                                            |
| Certe donne brillano                                                 | 2019 | Start                                                | 3:22   | Ligabue                            | |
| Certe notti                                                          | 1995 | Buon compleanno Elvis                                | 4:20   | Ligabue                            | |
| Chissà se Dio si sente solo                                          | 2023 | Dedicato a noi                                       | 3:44   | Ligabue                            | |
| Chissà se in cielo passano gli Who                                   | 2002 | Fuori come va?                                       | 4:55   | Ligabue                            | |
| Ci sei sempre stata                                                  | 2010 | Arrivederci, mostro!                                 | 4:58   | Ligabue                            | |
| Ci si rialza                                                         | 2018 | Made in Italy (colonna sonora)                       | 0:37   | Ligabue                            | Strumentale |
| Ciò che rimane di noi                                                | 2013 | Mondovisione                                         | 4:40   | Ligabue                            | |
| Con la scusa del rock 'n' roll                                       | 2013 | Mondovisione                                         | 3:27   | Ligabue                            | |
| Con queste facce qui                                                 | 1991 | Lambrusco coltelli rose & pop corn                   | 4:50   | Ligabue                            | |
| Cosa vuoi che sia                                                    | 2005 | Nome e cognome                                       | 3:36   | Ligabue                            | |
| Così come sei                                                        | 2023 | Dedicato a noi                                       | 3:20   | Ligabue                            | |
| Da adesso in poi                                                     | 1999 | Miss Mondo                                           | 3:17   | Ligabue                            | |
| Da Marzia                                                            | 1998 | Radiofreccia                                         | 1:54   | Ligabue                            | strumentale |
| Da zero a dieci suite                                                | 2002 | Questa è la mia vita (mini album)                    | 5:08   | Ligabue                            | strumentale |
| Dedicato a noi                                                       | 2023 | Dedicato a noi                                       | 3:57   | Ligabue                            | |
| Dottoressa                                                           | 2016 | Made in Italy                                        | 3:13   | Ligabue                            | |
| Dove fermano i treni                                                 | 1993 | Sopravvissuti e sopravviventi                        | 3:21   | Ligabue                            | |
| E                                                                    | 1999 | Miss Mondo                                           | 4:09   | Ligabue                            | |
| È nel gioco delle parti                                              | 2018 | Made in Italy (colonna sonora)                       | 1:28   | Ligabue                            | Strumentale |
| È più forte di me                                                    | 2005 | Nome e cognome                                       | 4:02   | Ligabue                            | |
| È venerdi, non mi rompete i coglioni                                 | 2016 | Made in Italy                                        | 3:56   | Ligabue                            | |
| Eri bellissima                                                       | 2002 | Fuori come va?                                       | 3:55   | Ligabue                            | |
| Essere umano                                                         | 2020 | 7                                                    | 3:33   | Ligabue                            | |
| Figlio d'un cane                                                     | 1990 | Ligabue                                              | 2:52   | Ligabue                            | già incisa da Pierangelo Bertoli in Sedia elettrica (1989)                                                        |
| Fine febbraio                                                        | 2003 | Domani                                               | 3:36   | Ligabue                            | Mauro Pagani & Ligabue                                                                                            |
| Forse mi trovo                                                       | 1999 | Miss Mondo                                           | 3:31   | Ligabue                            | |
| Francoforte                                                          | 2018 | Made in Italy (colonna sonora)                       | 4:23   | Ligabue                            | strumentale |
| Freccia                                                              | 1998 | Radiofreccia                                         | 1:07   | Ligabue                            | strumentale |
| Freddo cane in questa palude                                         | 1990 | Ligabue                                              | 1:05   | Ligabue                            | |
| Fuoritempo                                                           | 1994 | A che ora è la fine del mondo?                       | 4:33   | Ligabue                            | già incisa dai Rats in Indiani padani (1992)                                                                      |
| G come giungla                                                       | 2016 | Made in Italy                                        | 3:55   | Ligabue                            | |
| Giorno per giorno                                                    | 2005 | Nome e cognome                                       | 4:50   | Ligabue                            | |
| Giubbotto calamita                                                   | 2018 | Made in Italy (colonna sonora)                       | 1:47   | Ligabue                            | versione strumentale di "Meno male"                                                                               |
| Gli ostacoli del cuore                                               | 2006 | Soundtrack '96-'06                                   | 4:26   | Ligabue                            | Elisa ft. Ligabue                                                                                                 |
| Grazie per i giorni                                                  | 2022 | L'essenza                                            | 4:17   | Clan Destino, Ligabue              | Clan Destino feat. Ligabue                                                                                        |
| Gringo '91                                                           | 1994 | A che ora è la fine del mondo?                       | 4:10   | Ligabue                            | |
| Gringo '94                                                           | 1994 | A che ora è la fine del mondo?                       | 4:27   | Ligabue                            | |
| Hai un momento, Dio?                                                 | 1995 | Buon compleanno Elvis                                | 4:39   | Ligabue                            | |
| Happy Hour                                                           | 2005 | Nome e cognome                                       | 4:14   | Ligabue                            | |
| Ho ancora la forza                                                   | 2001 | Ho ancora la forza (mini album)                      | 3:51   | Ligabue, Guccini                   | già incisa da Francesco Guccini in Stagioni (2000)                                                                |
| Ho fatto in tempo ad avere un futuro (che non fosse soltanto per me) | 2016 | Made in Italy                                        | 4:32   | Ligabue                            | |
| Ho messo via                                                         | 1993 | Sopravvissuti e sopravviventi                        | 4:44   | Ligabue                            | |
| Ho perso le parole                                                   | 1998 | Radiofreccia                                         | 4:28   | Ligabue                            | |
| I campi in aprile                                                    | 2015 | Giro del mondo                                       | 4:34   | Ligabue                            | |
| I duri hanno due cuori                                               | 1993 | Sopravvissuti e sopravviventi                        | 4:05   | Ligabue                            | |
| I miei quindici minuti                                               | 2016 | Made in Italy                                        | 4:03   | Ligabue                            | |
| I "ragazzi" sono in giro                                             | 1995 | Buon compleanno Elvis                                | 4:21   | Ligabue                            | |
| Il campo delle lucciole                                              | 2002 | Fuori come va?                                       | 4:17   | Ligabue                            | |
| Il centro del mondo                                                  | 2008 | Secondo tempo                                        | 3:49   | Ligabue                            | |
| Il cielo è vuoto o il cielo è pieno                                  | 1995 | Buon compleanno Elvis                                | 3:32   | Ligabue                            | |
| Il giorno dei giorni                                                 | 2005 | Nome e cognome                                       | 4:21   | Ligabue                            | |
| Il giorno di dolore che uno ha                                       | 1997 | Su e giù da un palco                                 | 4:40   | Ligabue                            | |
| Il meglio deve ancora venire                                         | 2010 | Arrivederci, mostro!                                 | 4:20   | Ligabue                            | |
| Il mio nome è mai più                                                | 1999 | Il mio nome è mai più (singolo)                      | 4:34   | Ligabue, Jovanotti, Pelù           | Ligabue, Jovanotti & Piero Pelù                                                                                   |
| Il mio pensiero                                                      | 2008 | Secondo tempo                                        | 4:37   | Ligabue                            | |
| Il mondo è bellissimo, coglione!                                     | 2018 | Made in Italy (colonna sonora)                       | 0:38   | Ligabue                            | Strumentale |
| Il muro del suono                                                    | 2013 | Mondovisione                                         | 4:30   | Ligabue                            | |
| Il peso della valigia                                                | 2010 | Arrivederci, mostro!                                 | 4:38   | Ligabue                            | |
| Il sale della Terra                                                  | 2013 | Mondovisione                                         | 3:55   | Ligabue                            | |
| Il suono, il brutto e il cattivo                                     | 2013 | Mondovisione                                         |        | Ligabue                            | Strumentale |
| Il tempo davanti                                                     | 2019 | Start                                                | 5:01   | Ligabue                            | |
| Il volume delle tue bugie                                            | 2013 | Mondovisione                                         | 4:00   | Ligabue                            | |
| In pieno rock 'n' roll                                               | 2002 | Fuori come va?                                       | 4:42   | Ligabue                            | |
| Intro                                                                | 1991 | Lambrusco coltelli rose & pop corn                   | 0:48   | Ligabue                            | |
| Intro                                                                | 2005 | Nome e cognome                                       | 1:05   | Ligabue                            | |
| Io in questo mondo                                                   | 2019 | Start                                                | 4:01   | Ligabue                            | |
| Kay è stata qui                                                      | 1999 | Miss Mondo                                           | 3:48   | Ligabue                            | |
| L'amore conta                                                        | 2005 | Nome e cognome                                       | 4:23   | Ligabue                            | |
| L'han detto anche gli Stones                                         | 1994 | A che ora è la fine del mondo?                       | 4:13   | Ligabue                            | Ligabue ft. Negrita                                                                                               |
| L'occhio del ciclone                                                 | 2016 | Made in Italy                                        | 4:37   | Ligabue                            | |
| L'odore del sesso                                                    | 1999 | Miss Mondo                                           | 3:34   | Ligabue                            | |
| La ballerina del carillon                                            | 1993 | Sopravvissuti e sopravviventi                        | 3:41   | Ligabue                            | |
| La cattiva compagnia                                                 | 2019 | Start                                                | 3:47   | Ligabue                            | |
| La forza della banda                                                 | 1995 | Buon compleanno Elvis                                | 4:21   | Ligabue                            | |
| La linea sottile                                                     | 2010 | Arrivederci, mostro!                                 | 4:02   | Ligabue                            | |
| La metà della mela                                                   | 2023 | Dedicato a noi                                       | 3:18   | Ligabue                            | |
| La mia parte                                                         | 2018 | Made in Italy (colonna sonora)                       | 1:03   | Ligabue                            | strumentale |
| La neve se ne frega                                                  | 2013 | Mondovisione                                         | 3:32   | Ligabue                            | |
| La parola "amore"                                                    | 2023 | Dedicato a noi                                       | 3:57   | Ligabue                            | |
| La porta dei sogni                                                   | 1999 | Miss Mondo                                           | 3:30   | Ligabue                            | |
| La ragazza dei tuoi sogni                                            | 2020 | 7                                                    | 3:59   | Ligabue                            | |
| La terra trema, amore mio                                            | 2013 | Mondovisione                                         | 4:01   | Ligabue                            | |
| La verità è una scelta                                               | 2010 | Arrivederci, mostro!                                 | 4:17   | Ligabue                            | |
| La vita facile                                                       | 2016 | Made in Italy                                        | 4:45   | Ligabue                            | |
| Lambrusco & pop corn                                                 | 1991 | Lambrusco coltelli rose & pop corn                   | 4:29   | Ligabue                            | |
| Le donne lo sanno                                                    | 2005 | Nome e cognome                                       | 4:26   | Ligabue                            | |
| Leggero                                                              | 1995 | Buon compleanno Elvis                                | 4:14   | Ligabue                            | |
| Lettera a G.                                                         | 2005 | Nome e cognome                                       | 5:20   | Ligabue                            | |
| Libera nos a malo                                                    | 1991 | Lambrusco coltelli rose & pop corn                   | 4:49   | Ligabue                            | |
| Libera uscita                                                        | 2002 | Fuori come va?                                       | 3:49   | Ligabue                            | |
| Lo zoo è qui                                                         | 1993 | Sopravvissuti e sopravviventi                        | 3:56   | Ligabue                            | |
| Luci d'America                                                       | 2019 | Start                                                | 3:29   | Ligabue                            | |
| M'abituerò                                                           | 2011 | Campovolo 2.011                                      | 4:03   | Ligabue                            | |
| Made in Italy                                                        | 2016 | Made in Italy                                        | 4:23   | Ligabue                            | |
| Mai dire mai                                                         | 2019 | Start                                                | 4:02   | Ligabue                            | Basata sulla musica di Francoforte                                                                                |
| Male non farà                                                        | 1994 | A che ora è la fine del mondo?                       | 5:10   | Ligabue                            | già incisa dai Timoria in Storie per vivere (1992)                                                                |
| Marlon Brando è sempre lui                                           | 1990 | Ligabue                                              | 4:11   | Ligabue                            | |
| Meno male                                                            | 2016 | Made in Italy                                        | 2:02   | Ligabue                            | |
| Metti in circolo il tuo amore                                        | 1998 | Radiofreccia                                         | 3:44   | Ligabue                            | |
| Mezzanotte di fuoco                                                  | 1998 | Radiofreccia                                         | 0:50   | Ligabue                            | strumentale |
| Mi chiamano tutti Riko                                               | 2016 | Made in Italy                                        | 3:59   | Ligabue                            | |
| Mi ci pulisco il cuore                                               | 2020 | 7                                                    | 3:45   | Ligabue                            | |
| Miss Mondo '99                                                       | 1999 | Miss Mondo                                           | 3:07   | Ligabue                            | |
| Musica e parole                                                      | 2023 | Dedicato a noi                                       | 3:07   | Ligabue                            | |
| Nati per vivere (adesso e qui)                                       | 2013 | Mondovisione                                         | 3:51   | Ligabue                            | |
| Nato per me                                                          | 2002 | Fuori come va?                                       | 4:20   | Ligabue                            | |
| Nel cuore di Roma                                                    | 2018 | Made in Italy (colonna sonora)                       | 0:53   | Ligabue                            | Strumentale |
| Nel tempo                                                            | 2010 | Arrivederci, mostro!                                 | 3:48   | Ligabue                            | |
| Niente paura                                                         | 2007 | Primo tempo                                          | 3:48   | Ligabue                            | |
| Niente piano B                                                       | 2023 | Dedicato a noi                                       | 3:00   | Ligabue                            | |
| Non cambierei questa vita con nessun'altra                           | 2022 | Non cambierei questa vita con nessun'altra (singolo) | 3:47   | Ligabue                            | |
| Non dovete badare al cantante                                        | 1995 | Buon compleanno Elvis                                | 3:35   | Ligabue                            | |
| Non è tempo per noi                                                  | 1990 | Ligabue                                              | 3:29   | Ligabue                            | |
| Non fai più male                                                     | 1999 | Una vita da mediano (CD singolo e maxi)              | 3:51   | Ligabue                            | |
| Non ho che te                                                        | 2015 | Giro del mondo                                       | 3:30   | Ligabue                            | |
| Non volevo pensare più a niente                                      | 2018 | Made in Italy (colonna sonora)                       | 1:40   | Ligabue                            | Strumentale |
| Oggi ho perso le chiavi di casa                                      | 2020 | 7                                                    | 4:32   | Ligabue                            | |
| Ora e allora                                                         | 2011 | Campovolo 2.011                                      | 4:19   | Ligabue                            | |
| Pane al pane                                                         | 1993 | Sopravvissuti e sopravviventi                        | 3:33   | Ligabue                            | |
| Pesce-siluro                                                         | 1998 | Radiofreccia                                         | 1:02   | Ligabue                            | Strumentale |
| Per sempre                                                           | 2013 | Mondovisione                                         | 3:51   | Ligabue                            | |
| Piccola città eterna                                                 | 1993 | Sopravvissuti e sopravviventi                        | 5:02   | Ligabue                            | |
| Piccola stella senza cielo                                           | 1990 | Ligabue                                              | 3:56   | Ligabue                            | |
| Piccolo riavvicinamento                                              | 2018 | Made in Italy (colonna sonora)                       | 1:35   | Ligabue                            | versione strumentale di "Quasi uscito"                                                                            |
| Polvere di stelle                                                    | 2019 | Start                                                | 4:18   | Ligabue                            | |
| Prezoo                                                               | 1993 | Sopravvissuti e sopravviventi                        | 0:40   | Ligabue                            | |
| Prima pagina del libro d'oro                                         | 1998 | Radiofreccia                                         | 3:41   | Ligabue                            | |
| Qualcuno ha visto, per caso, il mio cane blu elettrico monofase?     | 1999 | Miss Mondo                                           | 0:32   | Ligabue                            | Strumentale |
| Quando canterai la tua canzone                                       | 2010 | Arrivederci, mostro!                                 | 3:34   | Ligabue                            | |
| Quando mi vieni a prendere? (Dendermonde, 23/01/09)                  | 2010 | Arrivederci, mostro!                                 | 7:05   | Ligabue                            | |
| Quando tocca a te                                                    | 1993 | Sopravvissuti e sopravviventi                        | 5:31   | Ligabue                            | |
| Quasi uscito                                                         | 2016 | Made in Italy                                        | 1:39   | Ligabue                            | |
| Quel tanto che basta                                                 | 2023 | Dedicato a noi                                       | 3:30   | Ligabue                            | |
| Quella che non sei                                                   | 1995 | Buon compleanno Elvis                                | 4:00   | Ligabue                            | |
| Quello che mi fa la guerra                                           | 2019 | Start                                                | 3:17   | Ligabue                            | |
| Questa è la mia vita                                                 | 2002 | Fuori come va?                                       | 4:01   | Ligabue                            | |
| Radiofreccia                                                         | 1998 | Radiofreccia                                         | 3:31   | Ligabue                            | Strumentale |
| Radio Radianti                                                       | 1990 | Ligabue                                              | 3:25   | Ligabue                            | |
| Rane a Rubiera blues                                                 | 1995 | Buon compleanno Elvis                                | 1:04   | Ligabue                            | |
| Regalami il tuo sogno                                                | 1991 | Lambrusco coltelli rose & pop corn                   | 3:30   | Ligabue                            | |
| Riderai                                                              | 2023 | Riderai                                              | 4:07   | Ligabue                            | |
| Salviamoci la pelle!!!!                                              | 1991 | Lambrusco coltelli rose & pop corn                   | 4:49   | Ligabue                            | |
| Sarà un bel souvenir                                                 | 1991 | Lambrusco coltelli rose & pop corn                   | 4:45   | Ligabue                            | |
| Seduto in riva al fosso                                              | 1995 | Buon compleanno Elvis                                | 4:29   | Ligabue                            | |
| Sei diventato radioattivo?                                           | 2018 | Made in Italy (colonna sonora)                       | 1:26   | Ligabue                            | Versione strumentale di "Apperò"                                                                                  |
| Si dice che                                                          | 2020 | 7                                                    | 4:15   | Ligabue                            | |
| Si viene e si va                                                     | 1999 | Miss Mondo                                           | 3:45   | Ligabue                            | |
| Siamo chi siamo                                                      | 2013 | Mondovisione                                         | 4:16   | Ligabue                            | |
| Siamo in onda                                                        | 1998 | Radiofreccia                                         | 3:18   | Ligabue                            | |
| Sogni di R&R                                                         | 1990 | Ligabue                                              | 3:56   | Ligabue                            | già incisa da Pierangelo Bertoli in Tra me e me (1988)                                                            |
| Sono qui per l'amore                                                 | 2005 | Nome e cognome                                       | 4:45   | Ligabue                            | |
| Sono sempre i sogni a dare forma al mondo                            | 2013 | Mondovisione                                         | 4:32   | Ligabue                            | |
| Sopravvissuti e sopravviventi: tema                                  | 1993 | Sopravvissuti e sopravviventi                        | 1:34   | Ligabue                            | |
| Sotto bombardamento                                                  | 2011 | Campovolo 2.011                                      | 3:35   | Ligabue                            | |
| Soweto                                                               | 1990 | La forza dell'amore                                  | 5:43   | Finardi                            | Eugenio Finardi ft. Ligabue                                                                                       |
| Sulla mia strada                                                     | 1999 | Miss Mondo                                           | 3:19   | Ligabue                            | |
| Stanotte più che mai                                                 | 2023 | Dedicato a noi                                       | 3:58   | Ligabue                            | |
| Taca banda                                                           | 2010 | Arrivederci, mostro!                                 | 2:30   | Ligabue                            | |
| Tema di Riko e Sara                                                  | 2018 | Made in Italy (colonna sonora)                       | 3:59   | Ligabue                            | Strumentale |
| Ti chiamerò Sam (se suoni bene)                                      | 1991 | Lambrusco coltelli rose & pop corn                   | 3:51   | Ligabue                            | |
| Ti sento                                                             | 2002 | Fuori come va?                                       | 3:38   | Ligabue                            | |
| Tra palco e realtà                                                   | 1997 | Su e giù da un palco                                 | 4:35   | Ligabue                            | |
| Tu che conosci il cielo                                              | 2002 | Fuori come va?                                       | 4:17   | Ligabue                            | |
| Tu sei lei                                                           | 2013 | Mondovisione                                         | 4:23   | Ligabue                            | |
| Tutte le strade portano a te                                         | 2002 | Fuori come va?                                       | 4:55   | Ligabue                            | |
| Tutti vogliono viaggiare in prima                                    | 2002 | Fuori come va?                                       | 4:29   | Ligabue                            | |
| Ultimo tango a Memphis                                               | 1997 | Su e giù da un palco                                 | 3:47   | Ligabue, James                     | cover in lingua italiana di Suspicious Minds di Elvis Presley (singolo, 1969)                                     |
| Un'altra realtà                                                      | 2016 | Made in Italy                                        | 2:59   | Ligabue                            | |
| Un colpo all'anima                                                   | 2010 | Arrivederci, mostro!                                 | 3:20   | Ligabue                            | |
| Un figlio di nome Elvis                                              | 1995 | Buon compleanno Elvis                                | 4:01   | Ligabue                            | |
| Un minuto fa                                                         | 2020 | 7                                                    | 3:29   | Ligabue                            | |
| Una canzone senza tempo                                              | 2023 | Dedicato a noi                                       | 3:57   | Ligabue                            | |
| Una vita da mediano                                                  | 1999 | Miss Mondo                                           | 3:53   | Ligabue                            | |
| Uno dei tanti                                                        | 1999 | Miss Mondo                                           | 4:23   | Ligabue                            | |
| Urlando contro il cielo                                              | 1991 | Lambrusco coltelli rose & pop corn                   | 3:38   | Ligabue                            | |
| Vita morte e miracoli                                                | 2019 | Start                                                | 3:02   | Ligabue                            | |
| Vittime e complici                                                   | 2016 | Made in Italy                                        | 3:36   | Ligabue                            | |
| Viva!                                                                | 1995 | Buon compleanno Elvis                                | 3:38   | Ligabue                            | |
| Vivere a orecchio                                                    | 2005 | Nome e cognome                                       | 3:49   | Ligabue                            | |
| Vivo morto o X                                                       | 1995 | Buon compleanno Elvis                                | 4:17   | Ligabue                            | |
| Voglio volere                                                        | 2002 | Fuori come va?                                       | 5:06   | Ligabue                            | |
| Volente o nolente                                                    | 2020 | 7                                                    |        | Ligabue                            | Ligabue ft. Elisa                                                                                                 |
| Walter il mago                                                       | 1993 | Sopravvissuti e sopravviventi                        | 4:17   | Ligabue                            | |
| Welcome Home, Freccia                                                | 1998 | Radiofreccia                                         | 1:36   | Ligabue                            | Strumentale |